# Germanische Stammesrechte
Unter dem (nicht zeitgenössischen) Sammelbegriff der germanischen Stammesrechte werden mehrere Rechtsaufzeichnungen zusammengefasst, die neben dem vornehmlich in Gallien und im rechtsrheinischen Raum geltenden fränkischen Recht, in verschiedenen germanischen Nachfolgereichen des Imperium Romanum von der Mitte des 5. bis ins 9. Jahrhundert entstanden sind. 
Die im Überblick häufig als germanisches Recht aufgerufenen Kodizes repräsentieren in ihrem historischen Auftreten je einzelne germanische Stämme und Völker, diese wohnhaft an verschiedenen Orten und in verschiedenen Ländern. Insoweit kann kein germanisches Ur-Recht ausgemacht werden, bei dem alle Entwicklungen ihren Ausgangspunkt gehabt hätten, im Gegenteil sind zahlreiche scharfe Gegensätze zu konstatieren.
In den Stammesrechten verschmolzen mit wechselndem Gewicht germanische, römische und christliche Rechtsvorstellungen. Die Aufzeichnungen sind in Latein verfasst und mit germanischen Ausdrücken durchsetzt.

## Entstehung

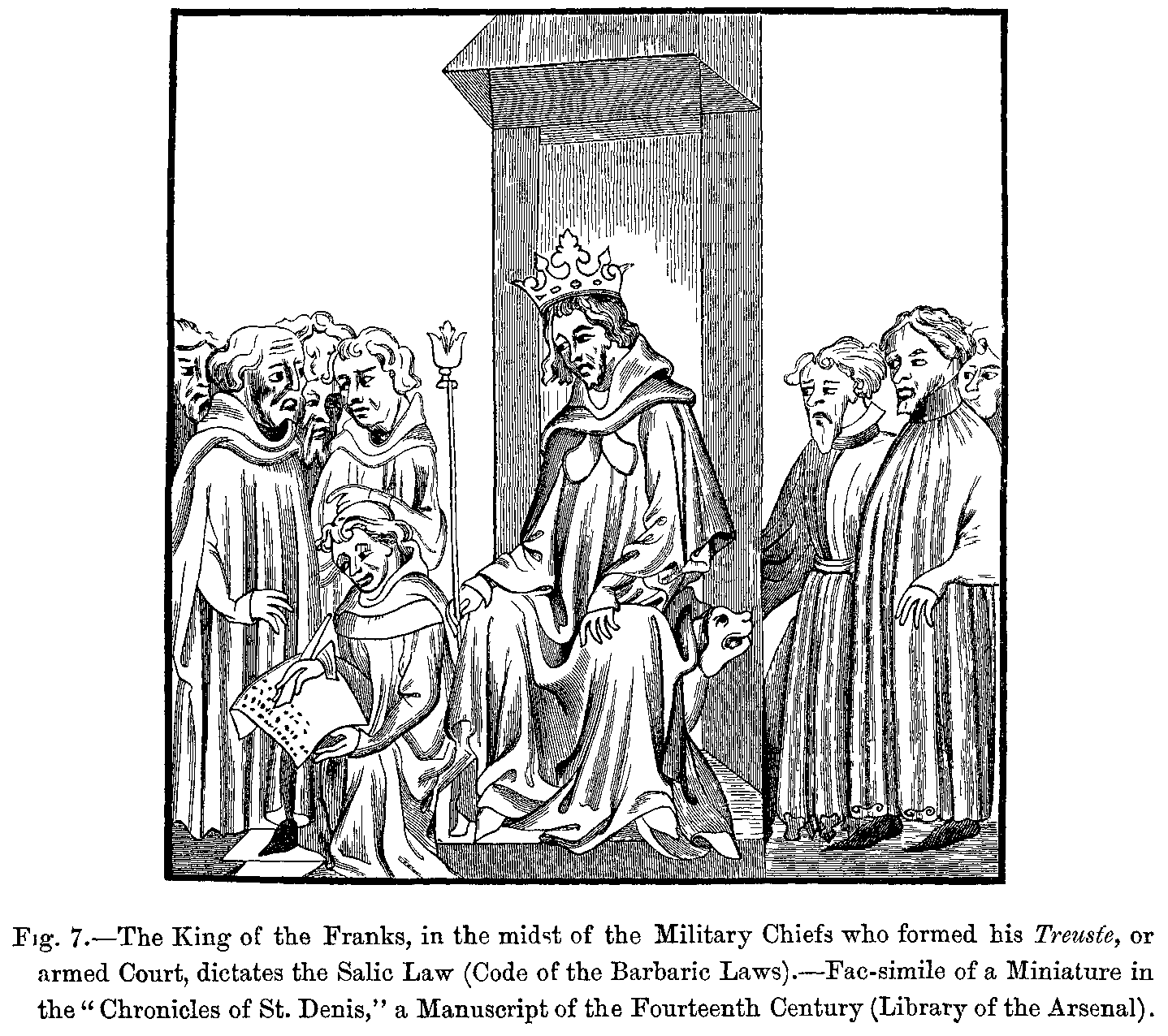
Der fränkische König Chlodwig diktiert die Lex Salica. Miniatur, 14. Jahrhundert.

Über Quellen darstellen lassen sich die Rechte der west- und ostgermanischen Hauptstämme, der Goten und der Burgunden, soweit sie die Völkerwanderung überdauert haben. Geschichtsschreiber, Geographen, Rhetoren oder Dichter hinterlassen ein sehr unzureichendes Bild. Sie geben allenfalls gelegentlichen Aufschluss und dies häufig erst im Zusammenspiel mit Inschriften und archäologischen Befunden. Große Lücken über die Rechtszustände verbleiben, die auch nicht durch Aussagen der von den Germanen geschaffenen Denkmäler geschlossen werden können. Die Forschung ist auf sonstige geschichtliche Quellen angewiesen, vornehmlich handelt es sich um nationale und kirchliche Literatur.
Da die Germanen über ihre Gesellschaft und ihre Gewohnheitsrechte nichts aufgeschrieben hatten, muss als ausgiebigste Quelle über ihre Lebensgewohnheiten die streitbare Schrift Germania des Geschichtsschreibers Tacitus im 1. Jahrhundert angesehen werden. Tacitus schreibt nicht nur über die Sitten und Gebräuche der Germanen, er schreibt auch über deren Könige, lässt dabei aber die dort vorhandenen segmentären Grundstrukturen erkennen. Die Quelle gibt Anlass für Interpretationen, wenn sie mit anderen quellentechnisch gesicherten Frühformen stammesgesellschaftlichen Rechts verglichen wird. Insbesondere ist von Belang, dass Tacitus die Territorien der West- und Ostgermanen nicht aus eigener Anschauung kannte.
Das änderte sich dann ab etwa Mitte des 5. Jahrhunderts. Auf dem Boden des zerfallenen spätantiken westlichen Imperiums entstanden germanisch-romanische Nachfolgereiche, die die Rechtskultur des mittelalterlichen Europas prägen sollten. Erstmals wurden dabei Vorschriften aufgeschrieben. Es entstand eine gesammelte Aufzeichnung von Recht. Es handelte sich zwar nicht um originäres, eigenständiges Recht, viel zu stark noch waren die Einflüsse des prominenten römischen Rechts. Aber parallel setzte sich christliches Gedankengut immer weiter durch. Das paganistisch geprägte römische Recht begegnete einem in den Gesetzeswerken einem neuen Wertekanon. Die Gesetze wurden in der Literatursprache der Rhetoren, Kleriker und gebildeten Laien – in Latein – abgefasst, was begriffliche Probleme bereiten konnte, soweit germanische Rechtsbegriffe eingepflegt werden mussten (Latinisierungen, Glossen). Die Verwendung des Worts germanisch weist insoweit lediglich auf die Entstehung der Texte unter germanischer Herrschaft hin.
Spätestens seit der römischen Landnahme auf germanischem Boden, waren die Kulturkreise gezwungen, in Austausch zueinander zu treten. Die Germanen hatten sich mit dem Recht der römischen Invasoren auseinandersetzen. Das römische Recht durchdrang ihre anfänglich mündlich überlieferten Stammesrechte sukzessive. Die Stämme der Wanderungszeit, beispielhaft die Goten, Vandalen oder Franken, bildeten ursprünglich keine ethnischen Einheiten. Sie waren Zweckgemeinschaften von Sippenverbänden, die sich in Zeiten von Umbrüchen auch auflösen oder neu zusammensetzen konnten. Als tatsächliches Staatsvolk standen ihnen allenfalls die Römer (beziehungsweise Romanen) gegenüber. Die Römer waren vornehmlich katholische Christen und oftmals wollten sie sich von den heidnischen oder arianischen Germanen getrennt verstanden wissen. Dieser religiöse Gegensatz bedingte lange Zeit auch ein Gefühl der Fremdheit zwischen den Volksgruppen.

## Überblicksliste
Die wichtigsten germanischen Stammesrechte sind in der Folge ihrer Entstehung:
| Foederaten auf ehemals römischem Boden (Mitte des 5. bis Mitte des 7. Jahrhunderts) | Foederaten auf ehemals römischem Boden (Mitte des 5. bis Mitte des 7. Jahrhunderts)                                                                             |
| ----------------------------------------------------------------------------------- | --- |
| Edictum Theoderici                                                                  | Mitte des 5. Jahrhunderts, älteste gotische und überhaupt germanische Gesetzessammlung                                                                          |
| Codex Euricianus                                                                    | Um 475, auf den westgotischen Herrscher Eurich zurückgehende Vorschriften                                                                                       |
| Lex Burgundionum                                                                    | Zwischen 480 und 501, am Codex Euricianus und Codex Theodosianus orientiertes Recht der Burgunden                                                               |
| Lex Salica                                                                          | Zwischen 507 und 511, älteste fränkische Rechtssammlung |
| Edictum Rothari                                                                     | Um 643, langobardische Rechtsaufzeichnung |
| Liber Iudiciorum oder Lex Visigothorum                                              | Um 654, dauerhafte westgotische Rechtskodifizierung des Königs Reccesvinth                                                                                      |
| Süddeutsche Germanenstämme (7.–8. Jahrhundert)                                      | |
| Pactus legis Alamannorum                                                            | 1. Hälfte des 7. Jahrhunderts, älteste alemannische Rechtsaufzeichnung                                                                                          |
| Lex Alamannorum                                                                     | Ab 725, Neugliederung des Pactus Legis Alamannorum |
| Lex Baiuvariorum                                                                    | Nach 740, nach dem Vorbild des Codex Eurianus und der Lex Alamannorum                                                                                           |
| Fränkische Randgebiete (9. Jahrhundert)                                             | |
| Lex Ribuaria                                                                        | 802/803, Rechtssammlung der „Rheinfranken“ um Köln einschließlich der Rechte der Friesen (Lex Frisionum), Sachsen (Lex Saxonum) und Thüringer (Lex Thuringorum) |

Gemäß dem germanischen Personalitätsprinzip, das im Gegensatz zum Territorialitätsprinzip davon ausgeht, dass ein Individuum demjenigen Herrschafts- bzw. Rechtssystem unterworfen ist, dem es persönlich angehört, sei es als Stammesmitglied oder als Bürger, entstanden in Ergänzung zu den Stammesrechten auch Gesetzessammlungen, die das bestehende Vulgarrecht aus der Endphase des weströmischen Reiches zuhanden der autochthonen romanischen Bevölkerung bestätigten:
| Römisch-rechtliche Erlasse                            | Römisch-rechtliche Erlasse                                                                |
| ----------------------------------------------------- | ----------------------------------------------------------------------------------------- |
| Lex Romana Visigothorum oder Breviarium Alarici(anum) | 506, weitestgehend römisch geprägte Gesetzessammlung des westgotischen Königs Alarich II. |
| Lex Romana Burgundionum                               | Um 500 (Datierung umstritten), Auszug aus römischen Rechtsquellen                         |

## Gepräge
Das Gepräge der verschriftlichten Gesetze folgt im Wesentlichen einer Dreiteilung: Gewohnheitsrecht („Zivilrecht“) und Satzungen der jeweiligen Herrscher („Staatsrecht“), daneben Regelungen zur Stellung der Kirche („Kirchenrecht“). In den Texten wird sowohl der weltliche Machtanspruch der neuen Herrschaft wie auch der friedensstiftende Wille (Pax Romana) in Nachfolge des römisch-christlichen Kaisertums greifbar. Der Ersatz archaischer Gewohnheitsrechte wie Rache- und Fehdebräuche zwischen Individuen und Familien durch obrigkeitlich normierte Strafkataloge (Sühneverträge, Wergeld) versteht sich als Ausdruck des zivilisatorischen Anspruchs an die germanische Führungsschicht, die eine zunehmende Romanisierung erfuhr (Übernahme des Vulgärlateins und des katholischen Glaubens). Sie waren allerdings keine Kodifikationen mit umfassendem oder gar abschließendem Charakter, sondern trafen Regelungen meist nur nach Bedarf, soweit Rechtsübertretungen eben Sanktionen oder Satisfaktionen erforderten.
Zwischen den verschiedenen germanischen Stammesrechten bestehen Berührungspunkte oder Abhängigkeiten, wobei diese und allfällige gemeinsame Ursprünge nicht völlig geklärt sind. Die Beeinflussung durch das römische Recht ist bei denjenigen Stämmen am stärksten, die als Foederaten (Bundesgenossen) innerhalb des Imperiums angesiedelt worden waren: Goten und Burgunden. Deren Heerkönige waren zugleich kaiserliche Magistrate, ihr Recht zur Gesetzgebung leitete sich aus der Reichsgewalt und damit aus römischen Rechtsnormen ab. Ähnliches gilt auch für die Franken. Zwar verließen sie niemals vollständig ihr ursprüngliches Siedlungsgebiet, siedelten aber auch auf Reichsgebiet und eroberten später erhebliche Teile des ehemals römischen Galliens und schließlich Italiens, so dass sie in Gebiete eindrangen, in denen das römische Recht immer noch in erheblichem Maße galt. Die fränkischen Rechtsaufzeichnungen, beginnend ab Ende des 5. Jahrhunderts (leges Barbarorum) und endend am Anfang des 9. Jahrhunderts bilden das Zentrum der frühmittelalterlichen Stammesrechte. Mit dem Niedergang der fränkischen Herrschaft setzt die schriftliche Überlieferung des Rechts aus und beginnt erst wieder im 12. Jahrhundert mit den Rechtsspiegeln und Stadtrechtsbüchern, die das mittlerweile territorial ausgeprägte Gewohnheitsrecht fixierten.
Die Gesetze entstanden auf Initiative der germanischen Fürsten. In Spannung dazu stand die überkommene Vorstellung, dass der Fürst das bereits gegebene Recht bewahrte und es bloß in Mitarbeit und Zustimmung der militärischen und geistlichen Elite bessern konnte; jeder germanische Fürst musste seine Herrschaft in einer Art „Gesellschaftsvertrag“ neu begründen, weswegen alle rechtlichen Vereinbarungen mehr personellen als institutionellen Charakter hatten und kaum einen Herrschaftswechsel überdauerten. In der schriftlichen Rechtsetzung manifestierte sich hingegen die von ihren germanischen Rechtsnachfolgern übernommene Einsicht der römischen Autoritäten, dass das Recht bei zunehmender gesellschaftlicher und staatlicher Verdichtung nicht nur aus dem Volk heraus als „Gewohnheitsrecht“ besteht, sondern zugleich Ausdruck institutioneller (d. h. staatlicher oder kirchlicher) Machtschöpfung ist.
Die Rechtswerke regelten das Zusammenleben von Romanen und Germanen, Kauf und Schenkung, Testamente, Darlehen, Urkunden und vieles mehr. Sie vermitteln ein facettenreiches Bild der Rechtsvorstellungen im frühen Mittelalter und sind daher eine wichtige Quelle historischer Erkenntnis. Allerdings stellen sie auch hohe Anforderungen an ihre Interpretation. Besonders in den alemannischen, burgundischen und langobardischen Texten müssen germanische Begrifflichkeiten erst erschlossen werden, und selbst hinter eindeutig römisch-rechtlichen Termini kann germanisches Rechtsdenken stehen. Zudem widerspiegeln sie nicht unbedingt die Rechtswirklichkeit und ihre normative Kraft sowie tatsächliche Wirkung sind schwer fassbar. Viele Entwicklungen sind allerdings vergleichbar zu den Anfängen in Rom. Regelmäßig etwa wurden Vergehen und Friedensbrüche privat gesühnt, öffentliche Strafen gab es nicht oder nur in Ausnahmefällen von schwersten Verletzungen einzelner Gemeinschaftspflichten. Oder aber: der Hausherr übte die uneingeschränkte Hausmacht und Strafgewalt über die Familienmitglieder und das Gesinde aus.

## Begrifflichkeit
Die nachträglichen Sammelbegriffe für die germanischen Rechtsaufzeichnungen sind Teil der Wissenschafts- und Politgeschichte: Nach Beginn der Rezeption des gelehrten römischen Rechts in Europa ab dem 12. Jahrhundert sprachen die humanistischen Juristen von leges Barbarorum (Barbarengesetze), einerseits wegen ihres – im Vergleich mit klassisch-römischen Gesetzestexten – verderbten Lateins, andererseits um die Minderwertigkeit dieser Rechtskultur gegenüber derjenigen des im Hochmittelalter wiederentdeckten und maßgeblich gewordenen justinianischen Corpus iuris civilis zu verdeutlichen. Die Wahl des Wortes barbarisch war bewusst abfällig, denn die germanischen Stämme wurden als Zerstörer des römischen Reichs und der antiken Kultur angesehen.
Die aus der Romantik und den nationaldemokratischen Vorstellungen des Vormärz schöpfenden Germanisten der Historischen Rechtsschule des 19. Jahrhunderts (etwa Karl Friedrich Eichhorn, Jacob Grimm, Georg Beseler oder Otto von Gierke) werteten sie hingegen positiv als Germanische Volksrechte, indem ihnen „das Volk“ als Träger einer überwiegend gewohnheitsrechtlichen Rechtskultur galt. Differenzierter war die gleichzeitige oder nur leicht jüngere Bezeichnung als Stammesrechte, während man im nationalsozialistischen Deutschen Reich simplifizierend von Germanenrechten sprach.
Stammesrechte existierten noch im hohen Mittelalter in Gestalt etwa des Sachsenspiegels, Schwabenspiegels und anderer Rechtsbücher.